# Brian Bulgaç
Brian Bulgaç (Amsterdam, 7 aprile 1988) è un ex ciclista su strada ed ex triatleta olandese.

## Palmarès

### Strada
- 2011 (Omega Pharma-Lotto Davo, due vittorie)

Classifica generale Triptyque Ardennais
Classifica generale Tour de la province de Liège

## Piazzamenti

### Grandi Giri
- Giro d'Italia

2012: 102º
2013: 134º

### Classiche monumento
- Liegi-Bastogne-Liegi

2012: ritirato
- Giro di Lombardia

2013: ritirato